# Alexandre Chevtchenko (peintre)
Pour les articles homonymes, voir Chevtchenko.
Olexander Vasyliovytch Chevtchenko (en ukrainien : Олекса́ндр Васи́льович Шевче́нко); Alexandre Vassilievitch Chevtchenko (en russe : Александр Васильевич Шевченко) ; 24 mai 1882 à Kharkiv, Ukraine - 28 août 1948 à Moscou) est un artiste-peintre et sculpteur ukrainien.

## Biographie
De 1890 à 1898, il prend des cours particuliers de dessin à Kharkiv le peintre Dmitry Bezperchy et travaille dans un atelier de fabrication de décors de théâtre. Il s'installe à Moscou, entre à l'École d'esthétique industrielle Stroganov dont il est diplômé en 1907. La même année, il est admis à l'École de peinture, de sculpture et d'architecture, où il étudie avec Valentin Serov et K. Korovine. De 1905 à 1906, il fréquente l'atelier de E. Carrière et l'Académie Julian chez  Étienne Dinet et Jean-Paul Laurens, à Paris. Fait la connaissance de Michel Larionov et de ses disciples. Sous son influence, Chevtchenko travaille dans un style néo-primitiviste, puis rayonniste. Il participe à l'organisation de ses expositions et y prend part. Il est renvoyé de l'école en 1909.
À partir de 1911, il participe aux expositions de l'Union de la jeunesse à Saint-Pétersbourg et prend part au Premier Salon de Moscou. En 1912, il participe à l'exposition la Queue d'âne (avec Natalia Gontcharova, Sergueï Bobrov, Kasimir Malevitch, Arthur Fonvizine et Vladimir Tatline), organisé par Larionov à Moscou. En 1913, il publie des œuvres théoriques : Le Néo-primitivisme, sa théorie, ses possibilités, ses réalisations et Les Principes du cubisme et autres tendances dans l'art mondial de tous les temps et de tous les peuples.
Chevtchenko est collectionneur de dessins d'enfants. Il défend la spontanéité de l'art folklorique russe (du loubok et de l'art de l'enseigne peinte) et revendique les racines orientales de celui-ci. Dans son traité sur le néo-primitivisme, il écrit : « La Russie et l'Orient sont inséparablement liés depuis l'époque des invasions tatares ; l'esprit tatar, l'esprit oriental se sont enracinés dans notre vie à tel point qu'il est parfois difficile de discerner où se trouve la limite de notre nationalité et où commence l'influence orientale ». Il prend part à l'exposition la Cible en 1913, où sont présentées ses œuvres rayonnistes. Parallèlement, il participe aux expositions organisées par Mir iskousstva (le Monde de l'art) (jusqu'en 1921). En 1913-14, il peint des œuvres cubo-futuristes. Il est convoqué par l'armée en 1914, mais ne sera mobilisé qu'en 1917. Il participe à l'exposition n°4, futuristes, rayonnistes, primitivistes en 1914.
Il rejoint la section Arts plastique (Izo) créée après la Révolution de Février-Octobre par le Commissariat populaire à l'instruction en 1917, au collège du Narkompros à Moscou, dirigé par Tatline avec Ilia Machkov, Pavel Kouznetsov, Kasimir Malevitch, Joltovski, Robert Falk, Kandinsky, Koroliov, Konionkov, Morgounov, Olga Rozanova, et Nadejda Oudaltsova. Il dirige l'atelier Histoire de l'art contemporain avec Axionov. Entre 1918 et 1920, il est membre de la commission de conservation des valeurs artistiques et historiques. Chevtchenko enseigne aux ateliers libres d'État, Vkhoutemas et Vkhouteïne. Il travaille à l'académie d'État des sciences artistiques et participe à la création du musée de la Culture artistique à Moscou.
Après la guerre, il crée son propre langage pictural. En 1919, il participe à la XIIe Exposition d'État et édite à cette occasion son manifeste Dynamisme coloré et primitivisme tectonique qui appelle à un retour à la peinture de chevalet, et à ses valeurs « éternelles », et en 1920, à la XIXe Exposition d'État à Moscou. Il rejoint l'Institut de culture artistique (ou Inkhouk) créé en mai 1920 à la suite de l'Izo, dirigé par Kandinsky avec Lioubov Popova, Alexandre Rodtchenko, Varvara Stepanova,Robert Falk, et Koroliov. Il travaille dans le groupe Peinture-Sculpture-Architecture fondé en mai 1919 et dirigé par Koroliov avec les architectes Krinski et Ladovski, et le peintre Rodtchenko. En 1922, il participe à la première exposition d'art russe à Berlin et à deux autres expositions du groupe Makovets, et en 1927, à l'exposition Toutes tendances à Petrograd.

## Galerie

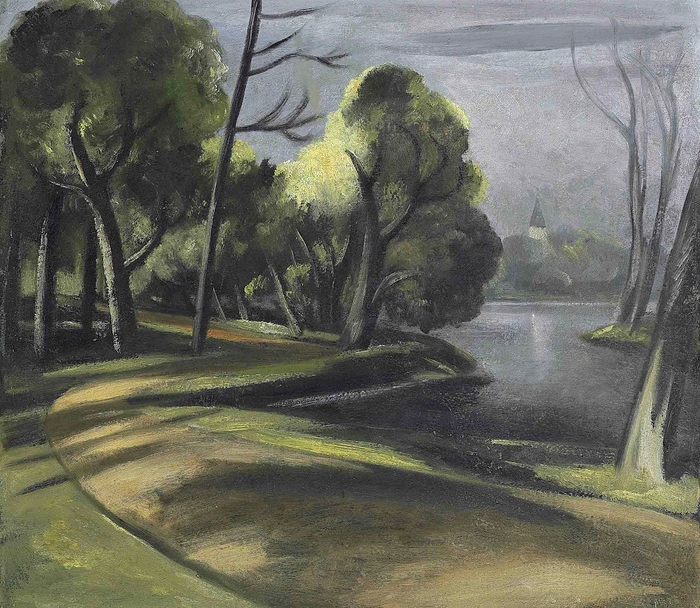
Paysage avec un lac
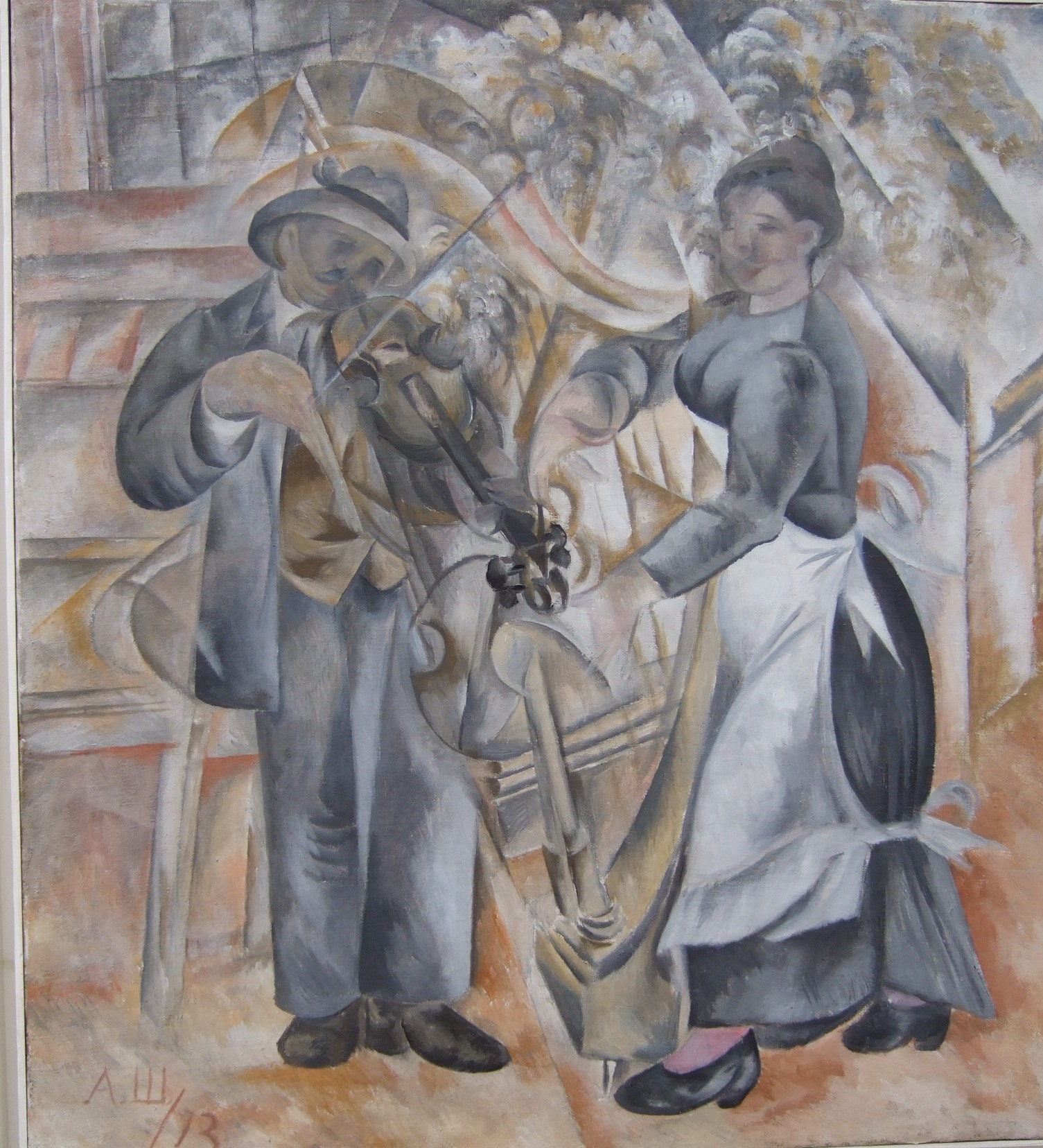
Musiciens
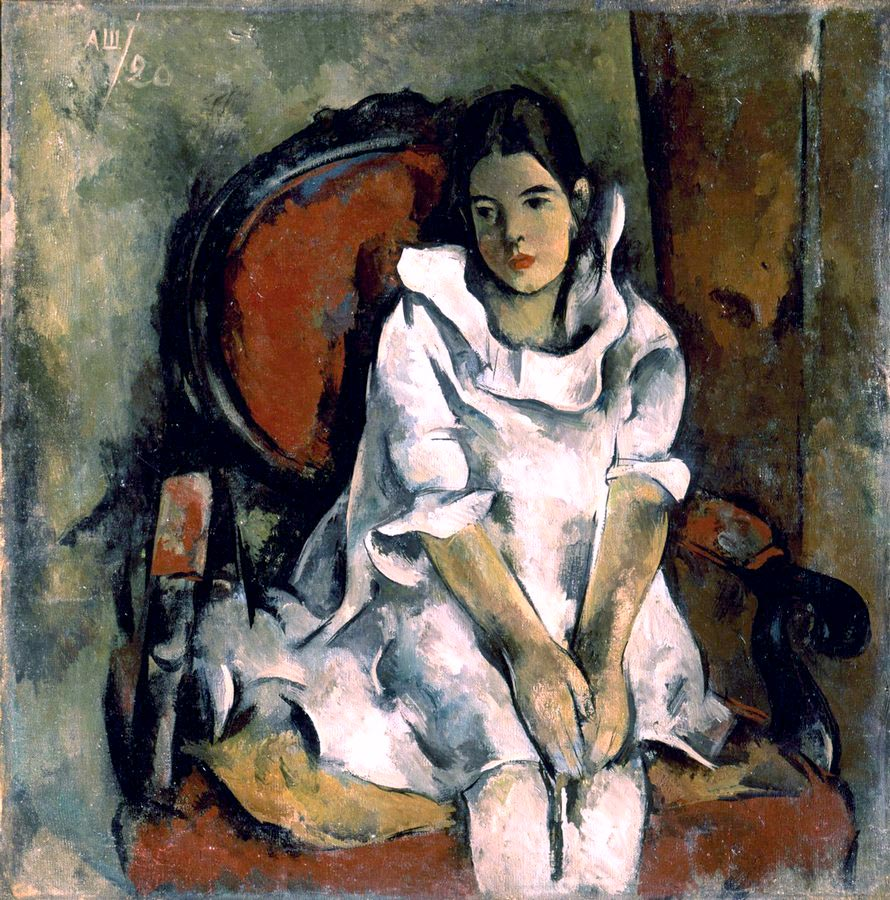
Portrait de la fille de l'artiste
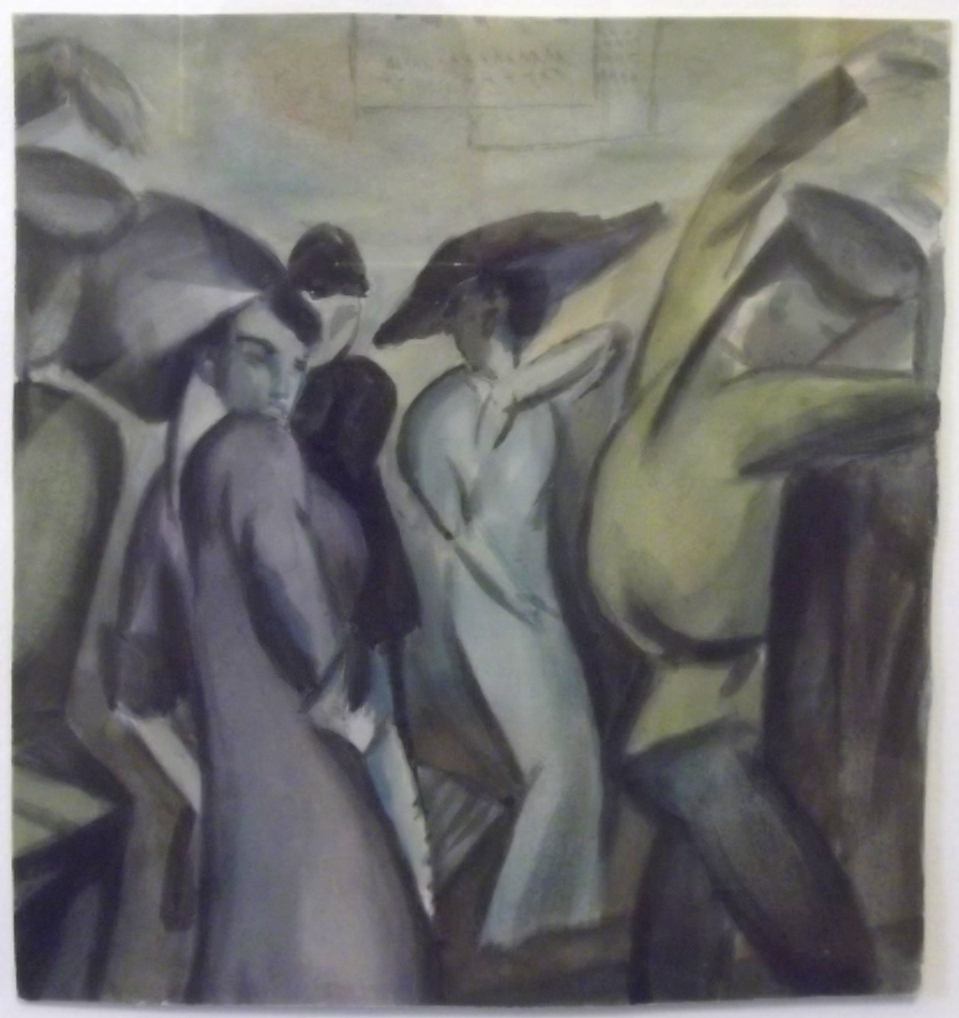
Marins dansants, 1911
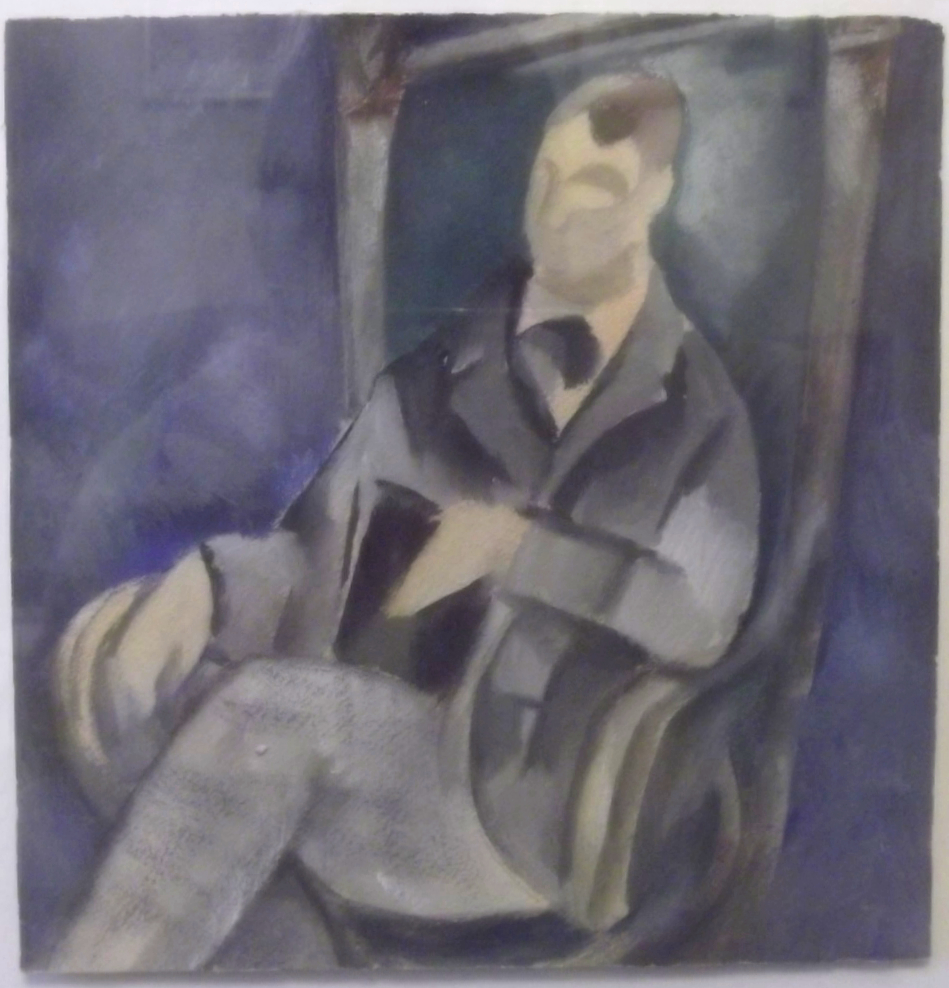
Portrait cubiste d'un homme, 1914
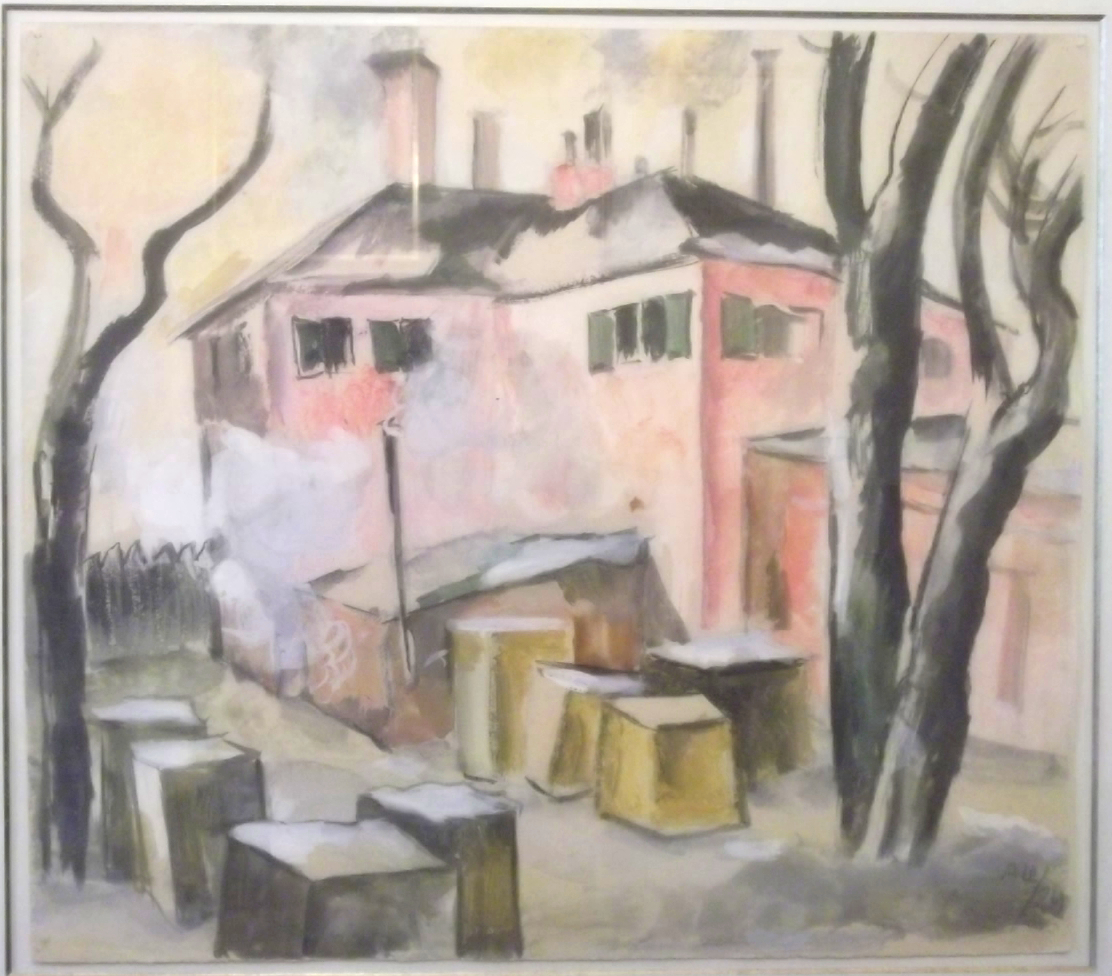
Maison rose cubiste, 1924
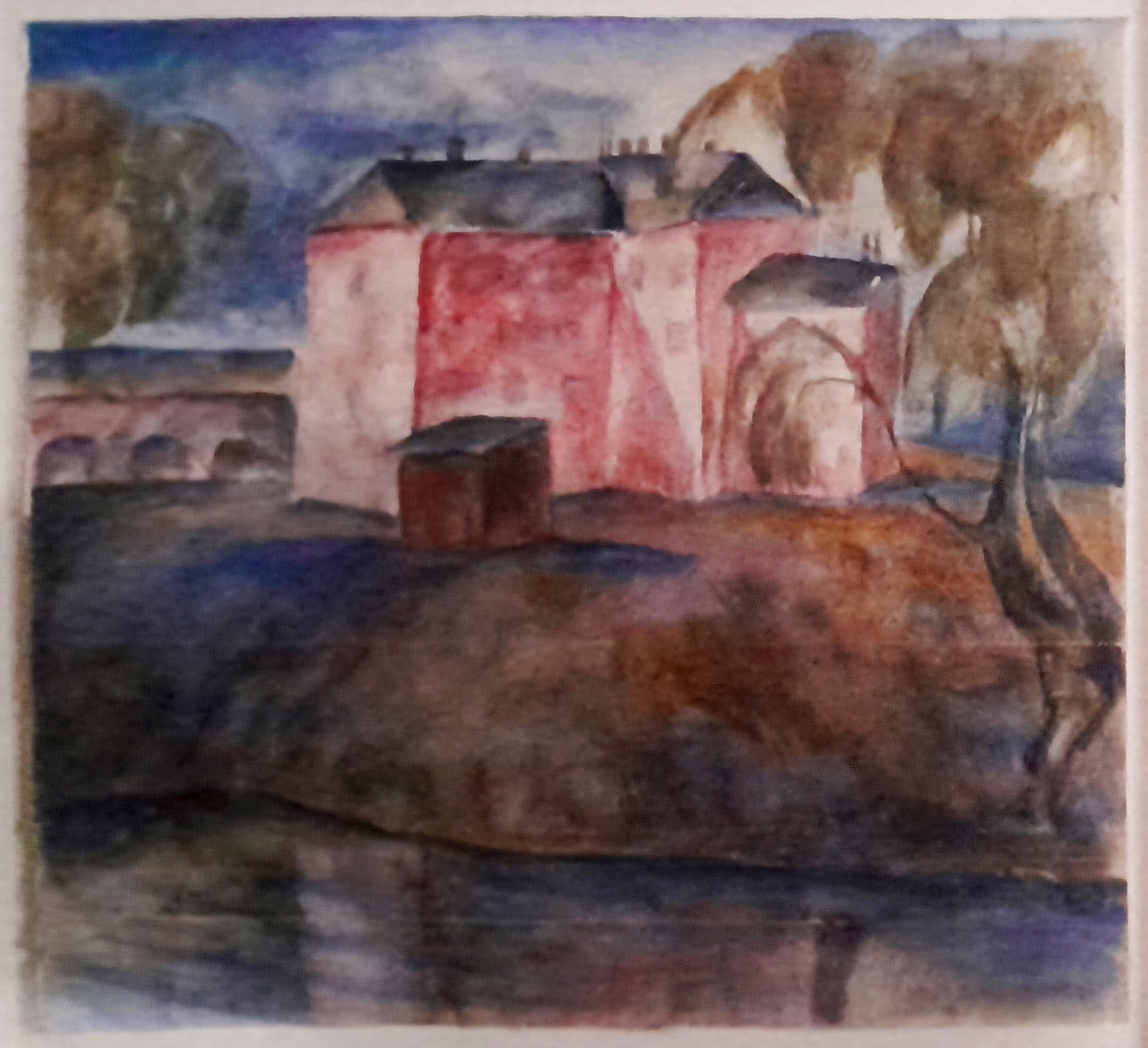
Maison rouge avec une rivière, 1911
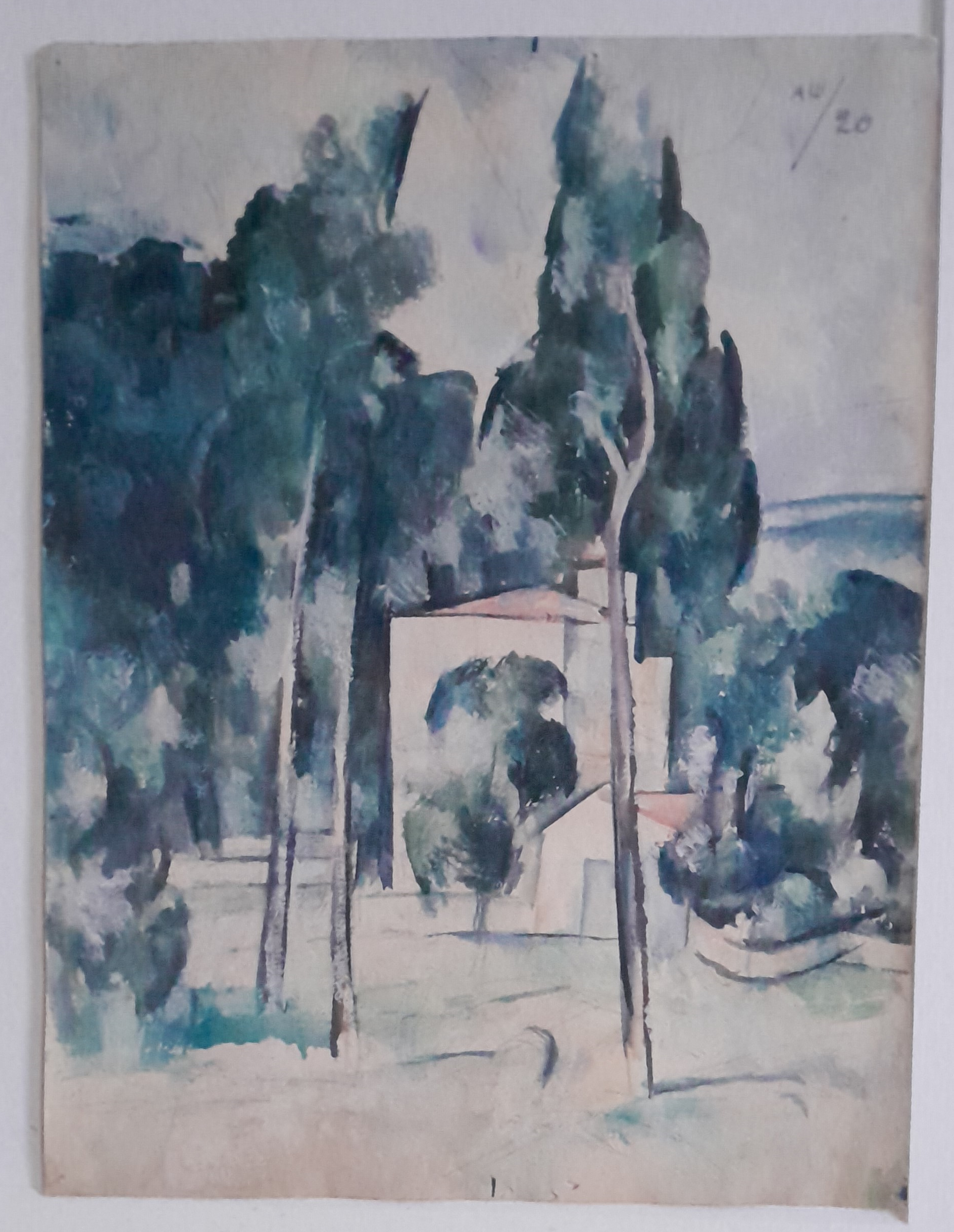
Paysage avec des peupliers et une maison, 1920
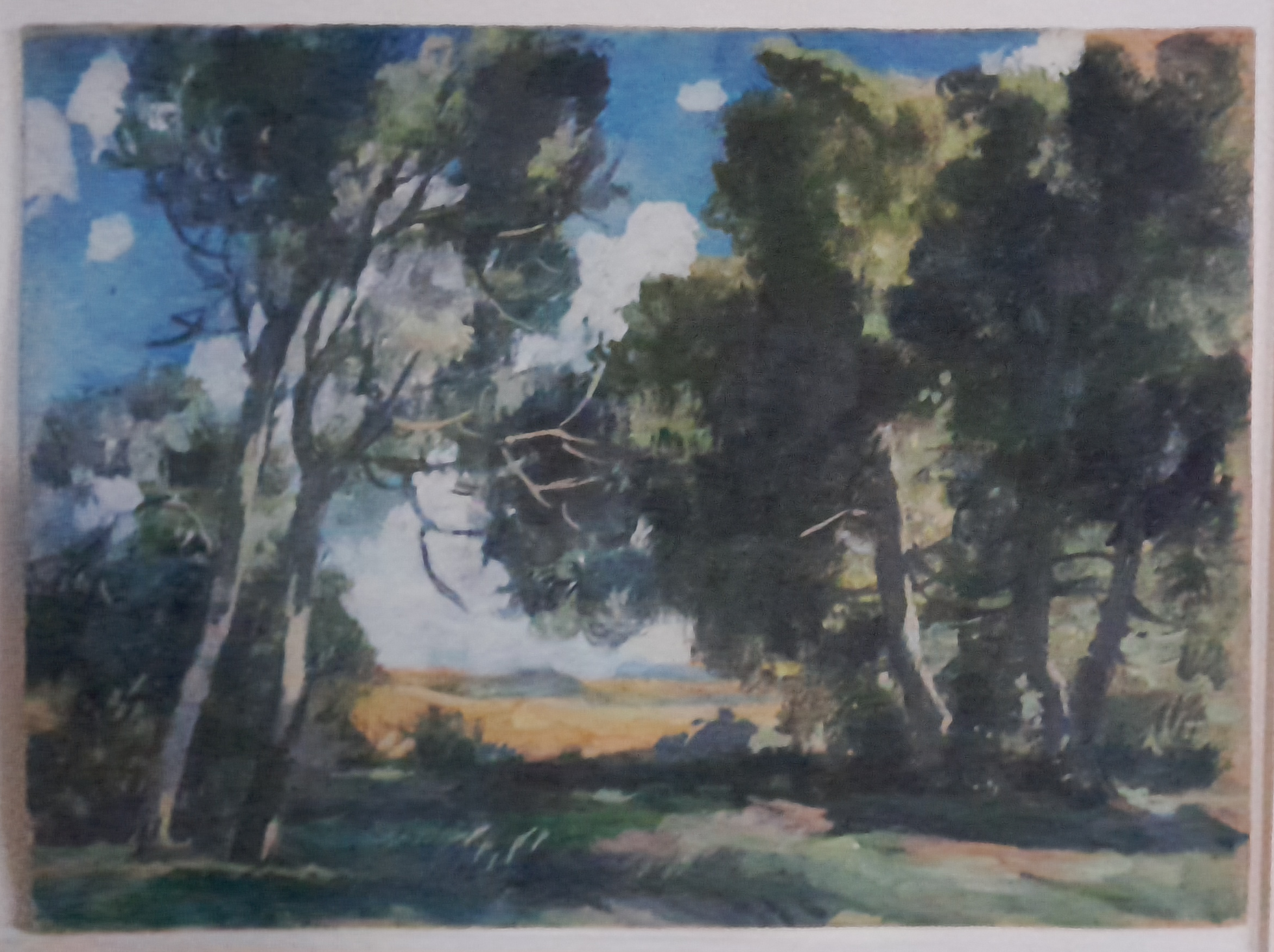
Paysage dans l'esprit de Cézanne, 1924
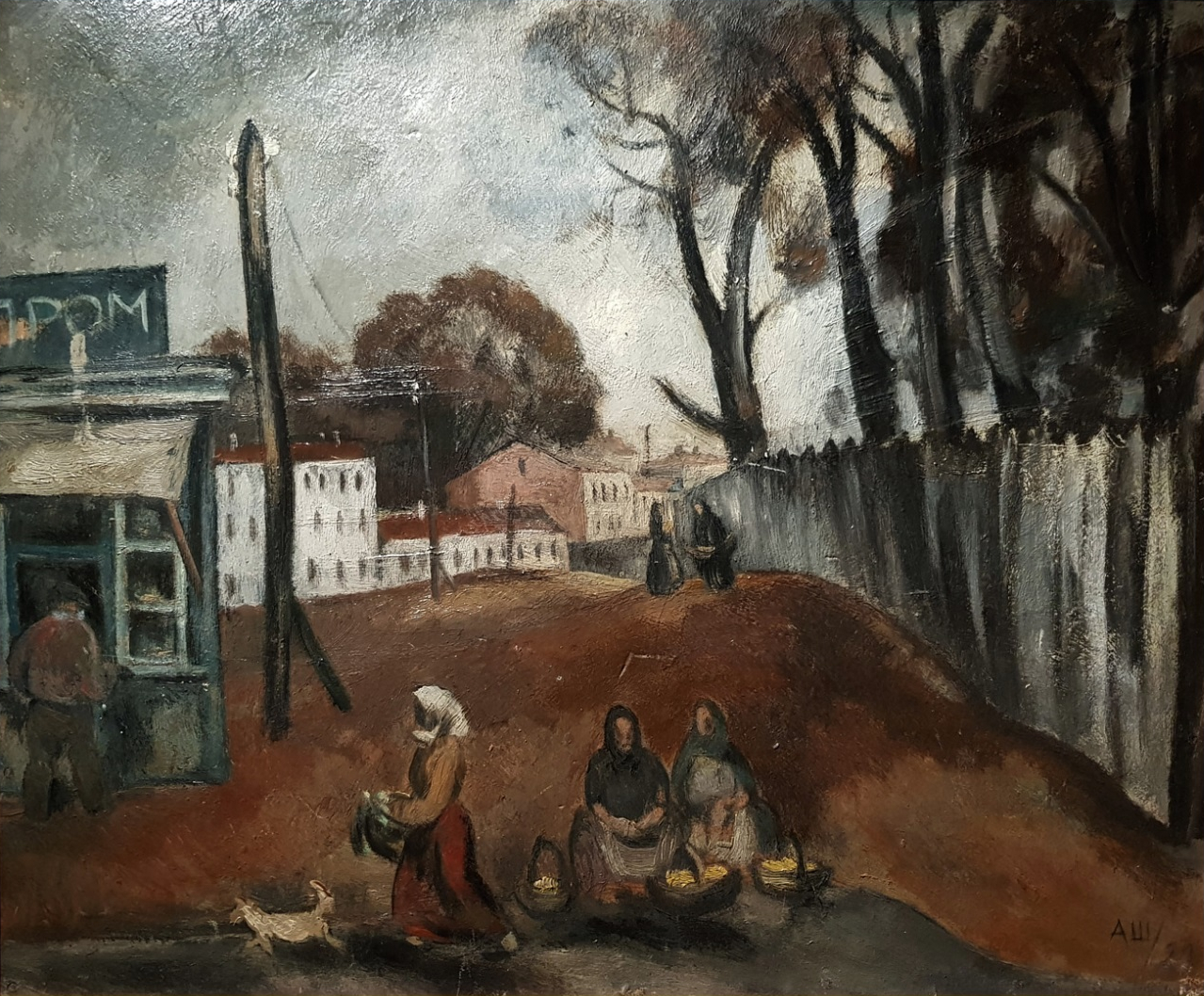
Aux abords de Moscou (1929)
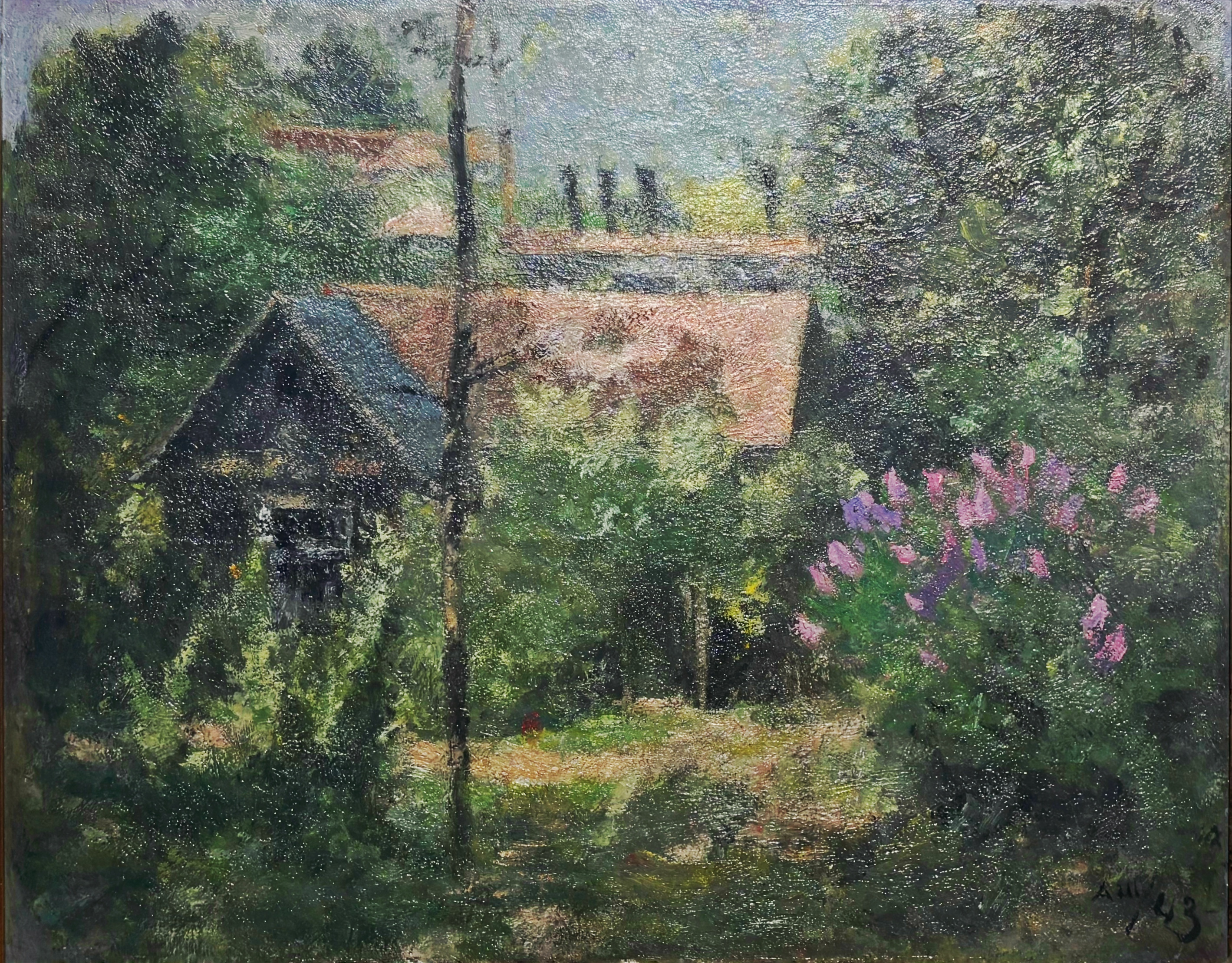
Jardin avec une maison et des buissons de lilas, 1943
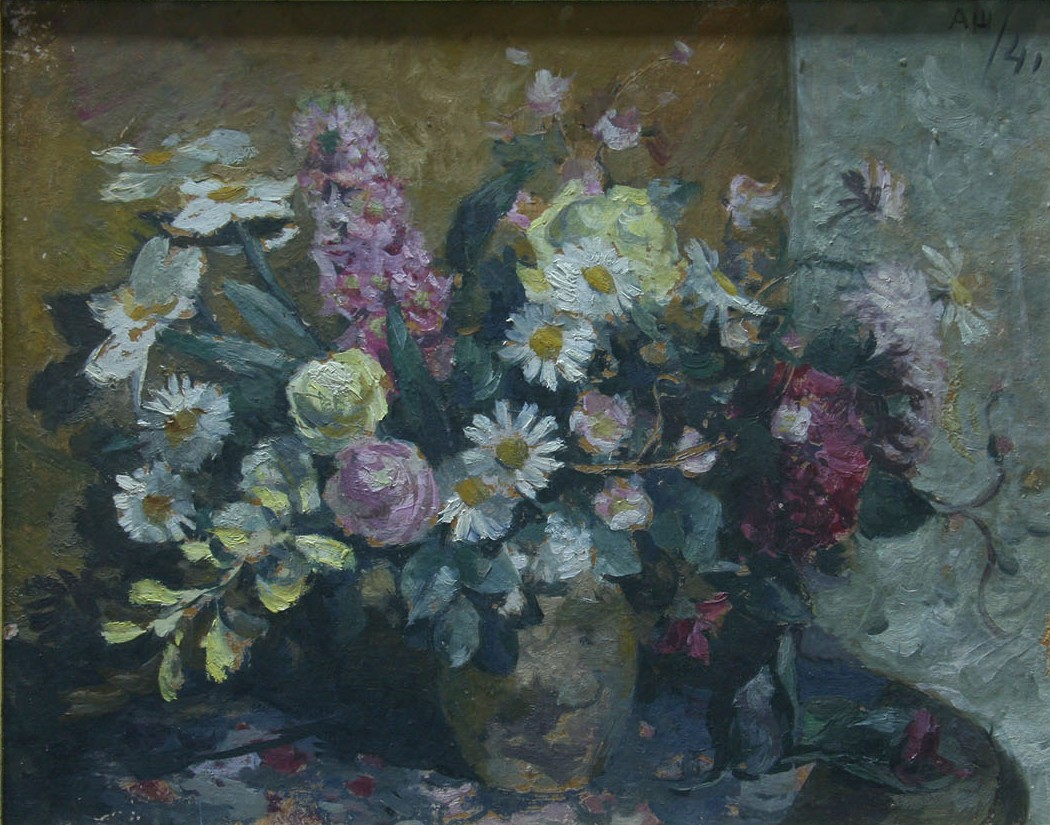
Bouquet de fleurs, 1941